# ハリケーン・サンディ
ハリケーン・サンディ（Hurricane Sandy）は、2012年に発生した大型ハリケーンのうちの一つ。2013年、アメリカ合衆国の国立ハリケーンセンターはハリケーン名のリストから「引退」した事を発表した。

## 概要

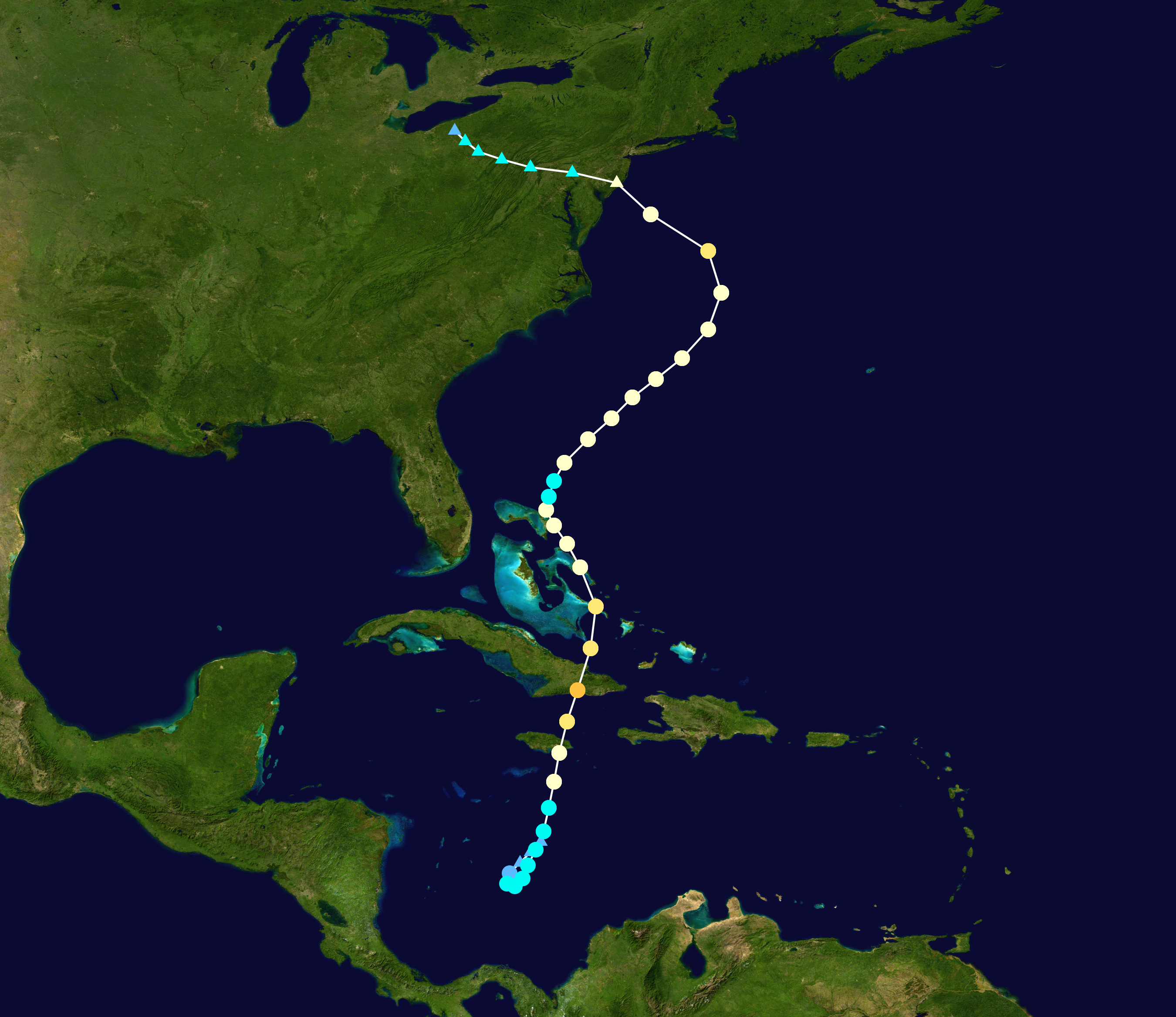
進路図

2012年10月にハリケーンから温帯低気圧に変わり米東部に上陸。ニューヨークでは広範囲で浸水に見舞われ、それに伴い停電も多発し、ニューヨーク証券取引所は10月29日と30日の2日間休場に追い込まれた。また、ニューヨーク州のほかにもニュージャージー州でも安全のため原子力発電所が稼働停止した。
2013年11月に発表された非営利団体「飢えと闘うニューヨーク市連合」の報告書では、ニューヨークにおいて20%を超える子どもたちが十分に食べるものもなく暮らしているとされ、その原因として、サンディによって多くの人びとがホームレス生活を強いられているためとしている。
この災害に乗じて、ハリケーン・サンディのものとする写真がFacebookを通じて広まったが、この写真は2004年に撮影されたものを加工したものであることが判明した。
11月4日に開催予定だったニューヨーク・シティ・マラソンは災害からの復旧を最優先としたことから、中止が決定されている。
このハリケーンの影響で、ハイチに派遣されていた自衛隊の撤収作業に影響が出たため、日本政府はハイチへの自衛隊の滞在期限を、当初の2013年1月末から2013年3月まで延長した。
| 順位 | ハリケーン         | 年     | 疾強風の直径 (km) |
| ---- | ------------------ | ------ | ----------------- |
| 1    | オルガ（Olga）     | 2001年 | 1,595             |
| 2    | サンディ（Sandy）  | 2012年 | 1,380             |
| 3    | リリ（Lili）       | 1996年 | 1,335             |
| 3    | イゴール（Igor）   | 2010年 | 1,335             |
| 5    | ニコール（Nicole） | 2016年 | 1,285             |
| 6    | カール（Karl）     | 2004年 | 1,185             |